# Centaurea amblensis
Centaurea amblensis — вид квіткових рослин айстрових (Asteraceae). Місцем проживання цього виду є Піренейський півострів (Португалія, Іспанія).

## Біоморфологічна характеристика
Багаторічна трав'яниста рослина з потовщеним коренем. Стебла 1–5 см, іноді у верхній частині гіллясті. Листки перистороздільні або перисто-розсічені, із зазубреними, широкояйцеподібними сегментами, сірувато-зеленого кольору завдяки запушенню. Квітки згруповані в 1–6 квіткових голів, кожна з яких іноді перевищує 2 см у діаметрі; приквітки довгасто-ланцетні, голі, закінчуються ланцетними відростками; віночок рожевий або пурпуровий. Плід — сім'янка з чубчиком. Цвіте пізно навесні та влітку.

## Етимологія
Видовий епітет стосується долини Амблес у провінції Авіла, в Іспанії.